# Pangonius apertus
Pangonius apertus är en tvåvingeart som först beskrevs av Friedrich Hermann Loew 1859.  Pangonius apertus ingår i släktet Pangonius och familjen bromsar.
Artens utbredningsområde är Portugal. Inga underarter finns listade i Catalogue of Life.